# Cristiana Henriqueta do Palatinado-Zweibrücken
Cristiana Henriqueta do Palatinado-Zweibrücken-Birkenfeld (Ribeauvillé, 16 de novembro de 1725 – Castelo de Arolsen, 11 de fevereiro de 1816) foi uma condessa palatina de Zweibrücken-Birkenfeld por nascimento e, por casamento, princesa de Waldeck-Pyrmont.

## Vida
Cristiana Henriqueta era filha de Cristiano III, Conde Palatino de Zweibrücken (1674–1835) do seu casamento com a princesa Carolina de Nassau-Saarbrücken (1704–1874), filha de Luís Crato, Conde de Nassau-Saarbrücken. Cristiana Henriqueta era irmã de Cristiano IV, Conde Palatino de Zweibrücken, de Carolina do Palatinado-Zweibrücken e do marechal-de-campo Frederico Miguel Conde Palatino de Zweibrücken. Era também tia do primeiro rei da Baviera, Maximiliano I.
Casou-se a 19 de agosto de 1741, em Zweibrücken, com Carlos Augusto, Príncipe de Waldeck e Pyrmont (1704–1763).  Após a morte do marido, Cristiana tornou-se regente do principado e guardiã do seu filho mais velho entre 1764 e 1766. Entre 1764 e 1778, Franz Friedrich Rothweil construiu o Novo Castelo de Arolsen, que se tornou a sua residência de viuvez.
Cristiana Henriqueta era considerada muito instruída na área das artes e das ciências. Era amiga próxima do antropólogo Johann Friedrich Blumenbach Cristiana construiu uma biblioteca considerável, que em 1788 já incluía cerca de 6 000 volumes no seu Castelo de Arolen, no qual também mantinha uma colecção de arte e história natural.
Quando morreu, Cristiana deixou um número considerável de dívidas, que foram pagas com partes da sua colecção de livros e arte que foram a leilão em 1820.
Cristiana Henriqueta morreu em 1816 e foi enterrada no parque do Novo Castelo de Arolsen.

## Descendência
Do seu casamento com Carlos Augusto, Cristiana Henriqueta teve os seguintes filhosː
1. Carlos de Waldeck e Pyrmont (18 de julho de 1742 – 24 de novembro de 1756), morreu aos 14 anos de idade.
2. Frederico Carlos Augusto, Príncipe de Waldeck e Pyrmont (25 de outubro de 1743 – 24 de setembro de 1812), nunca se casou nem deixou descendentes.
3. Cristiano Augusto, Príncipe de Waldeck e Pyrmont (6 de dezembro de 1744 – 24 de setembro de 1798), marechal-de-campo no exército português; morreu solteiro e sem descendência.
4. Jorge I, Príncipe de Waldeck e Pyrmont (6 de maio de 1747 – 9 de setembro de 1813), casado com a princesa Augusta de Schwarzburg-Sondershausen; com descendência.
5. Carolina de Waldeck e Pyrmont (14 de agosto de 1748 – 18 de agosto de 1782), casada com Peter von Biron, duque da Curlândia; sem descendência.
6. Luísa de Waldeck e Pyrmont (29 de janeiro de 1750 – 17 de novembro de 1816), casada com Frederico Augusto, Duque de Nassau; com descendência.
7. Luís de Waldeck e Pyrmont (16 de janeiro de 1752 – 14 de junho de 1793), general holandês que morreu em batalha.

## Genealogia
| Cristiana Henriqueta do Palatinado-Zweibrücken | Pai: Cristiano III, Conde Palatino de Zweibrücken | Avô paterno: Cristiano II, Conde Palatino de Zweibrücken | Bisavô paterno: Cristiano I, Conde Palatino de Zweibrücken        |
| Cristiana Henriqueta do Palatinado-Zweibrücken | Pai: Cristiano III, Conde Palatino de Zweibrücken | Avô paterno: Cristiano II, Conde Palatino de Zweibrücken | Bisavó paterna: Madalena Catarina do Palatinado-Zweibrücken       |
| Cristiana Henriqueta do Palatinado-Zweibrücken | Pai: Cristiano III, Conde Palatino de Zweibrücken | Avó paterna: Catarina Ágata de Rappoltstein              | Bisavô paterno: João Jacob, Conde de Rappoltstein                 |
| Cristiana Henriqueta do Palatinado-Zweibrücken | Pai: Cristiano III, Conde Palatino de Zweibrücken | Avó paterna: Catarina Ágata de Rappoltstein              | Bisavó paterna: Ana Cláudia de Salm-Kyrburg                       |
| Cristiana Henriqueta do Palatinado-Zweibrücken | Mãe: Carolina de Nassau-Saarbrücken               | Avô materno: Luis Crato, Conde de Nassau-Saarbrücken     | Bisavô materno: Gustavo Adolfo, Conde de Nassau-Saarbrücken       |
| Cristiana Henriqueta do Palatinado-Zweibrücken | Mãe: Carolina de Nassau-Saarbrücken               | Avô materno: Luis Crato, Conde de Nassau-Saarbrücken     | Bisavó materna: Leonor Clara de Hohenlohe-Neuenstein              |
| Cristiana Henriqueta do Palatinado-Zweibrücken | Mãe: Carolina de Nassau-Saarbrücken               | Avó materna: Filipina Henriqueta de Hohenlohe-Langenburg | Bisavô materno: Henrique Frederico, Conde de Hohenlohe-Langenburg |
| Cristiana Henriqueta do Palatinado-Zweibrücken | Mãe: Carolina de Nassau-Saarbrücken               | Avó materna: Filipina Henriqueta de Hohenlohe-Langenburg | Bisavó materna: Juliana Doroteia de Castell-Remlingen             |

## Bibliogragia
- Joseph Heinrich Wolf: Das Haus Wittelsbach: Bayern's Geschichte aus Quellen, G. G. Zeh, 1847, p. 482
- Kerstin Merkel, Heide Wunder: Deutsche Frauen der frühen Neuzeit, Wissenschaftliche Buchgesellschaft, 2000, p. 211 ff.